# Zlarin
L'île de Zlarin (en italien, Slarino) est une île et une localité de la municipalité de Šibenik située non loin de la ville de Šibenik en Croatie. Son point culminant est le Klepac, qui culmine à 169 mètres.

## Géographie
Sa superficie est de 8,19 km2 et sa population, regroupée dans l'unique village de l'île éponyme, est de 217 habitants. L'île était peuplée par 2 000 habitants avant les années 1920.

## Histoire
Zlarin avait une importance administrative avant la Seconde Guerre mondiale, régnant sur les îles proches comme Prvić ou Kaprije. Après la guerre, ces îles devinrent indépendantes.
L'agriculture est restreinte sur l'île ; il n'y a en effet pas d'élevage, et seules 5 % des terres sont encore aujourd'hui consacrées à l'agriculture. On trouvait encore des vignes sur l'île au XIXe siècle, avant que l'invasion du phylloxéra ne les fasse disparaître.
Les coraux ont fait la réputation de l'île depuis des siècles ; cependant, de nos jours, les bijoux vendus sur l'île sont fabriqués avec du corail importé.
L'île est inaccessible aux véhicules,.
Vesna Parun, grande poétesse croate, notamment proposée pour le prix Nobel de littérature en 1995, y est née en 1922 ; un espace lui est dédié dans le Musée ethnographique de l'île. Une autre célébrité locale est Anthony Maglica (en), l'inventeur de la lampe Maglite, qui possède toujours une maison sur l'île.